# Zingiber fraseri
Zingiber fraseri är en enhjärtbladig växtart som beskrevs av Ida Theilade. Zingiber fraseri ingår i släktet Zingiber och familjen Zingiberaceae. Inga underarter finns listade i Catalogue of Life.